# Waiting (canción)
«Waiting» («Esperando» en español) es el tercer sencillo del álbum Warning, de la banda estadounidense de punk rock, Green Day. Es un tema de amor que trata sobre un hombre que está buscando una oportunidad de demostrar su amor. La canción está escrita sobre la melodía de la canción «Downtown», de la cantante Petula Clark. 

## Video musical
En el video musical aparece la banda interpretando la canción dentro de una casa mientras que varios jóvenes saltan alrededor de esta, durante una fiesta, ralentizándose y congelándose (mientras que la banda continúa a una velocidad normal). Una escena parecida, con diferentes personas moviéndose a distintas velocidades, puede verse en el videoclip de American Idiot. Fue dirigido por Marc Webb.

## Crítica
El video duró poco en el aire, ya que no tuvo repercusión en el público.[cita requerida] Esto no tardo en molestar a los miembros de la banda. Billie Joe Armstrong demostró su enojo al sacar el vídeo de la programación. «Fue totalmente un fracaso. MTV no mostró más nuestros vídeos. Si tuviéramos un vídeo con nalgas, si tuviéramos uno como McG, con chicas moviendo su trasero sería más probable que lo hubieran tocado. Ahora estoy realmente amargado».[cita requerida]

## Listado de canciones
| Sencillo en CD |                                                         |          |  |
| N.º            | Título                                                  | Duración |  |
| 1.             | «Waiting»                                               | 3:13     |  |
| 2.             | «Macy's Day Parade» (Live In Sendai (March 16th, 2001)) | 4:24     |  |
| 3.             | «Basket Case» (Live In Tokyo (January 27th, 1996))      | 2:50     |  |
| 4.             | «Waiting» (Video)                                       | 3:13     |  |

| Sencillo en CD Alemania |                 |          |  |
| N.º                     | Título          | Duración |  |
| 1.                      | «Waiting»       | 3:13     |  |
| 2.                      | «She» (Live)    | 2:29     |  |
| 3.                      | «F.O.D.» (Live) | 3:08     |  |

| DVD | |          |  |
| N.º | Título                                                                                             | Duración |  |
| 1.  | «Waiting» (Audio - Álbum Versión)                                                                  | 3:13     |  |
| 2.  | «Waiting» (Video)                                                                                  |          |  |
| 3.  | «4 x Video Snippets» (Basket Case, Geek Stink Breath, Good Riddance (Time of Your Life), Minority) |          |  |

| Vinilo de 7 pulgadas |           |          |  |
| N.º                  | Título    | Duración |  |
| 1.                   | «Waiting» | 3:13     |  |
| 2.                   | «Maria»   | 2:27     |  |

| 7" Vinyl Box Set |                     |          |  |
| N.º              | Título              | Duración |  |
| 1.               | «Waiting»           | 3:13     |  |
| 2.               | «Macy's Day Parade» | 3:34     |  |
| 3.               | «Fashion Victim»    | 2:48     |  |
| 4.               | «Castaway»          | 3:52     |  |

| CD Promocional |                           |          |  |
| N.º            | Título                    | Duración |  |
| 1.             | «Waiting» (Álbum Versión) | 3:13     |  |

- Datos: Q1256697